# Соломосилосорезка
Соломосилосорезка — машина с помощью которой производится резка соломы и силоса используемого для кормления скота на животноводческих фермах.
Используются стационарные соломосилосорезки с приводом измельчающего аппарата от электродвигателя и передвижные с приводом от вала отбора мощности трактора.